# Kraj żyliński
Kraj żyliński (słow. Žilinský kraj) – jednostka administracyjna Słowacji, jeden z 8 krajów, na które podzielona została Słowacja.
Obejmuje śródkowo-północną część Słowacji. Na zachodzie graniczy z krajem trenczyńskim, na południu z krajem bańskobystrzyckim, a na wschodzie z krajem preszowskim. Na północy jego granice wyznaczają granice państwowe: w części wschodniej z Polską, w części zachodniej (mniejszej) z Czechami.
Kraj obejmuje w ogromnej większości tereny górzyste. Jego główną osią jest dolina Wagu, do której od północy dochodzą doliny Orawy i Kisucy, a od południa doliny Turca i Rajčanki. Większe kotliny w granicach tego kraju to Liptowska, Turczańska i Żylińska. Stolica kraju, Żylina, która zajmuje czwarte miejsce pod względem liczby ludności wśród miast Słowacji., leży w jego zachodniej części. Inne większe miasta to: Martin, Liptowski Mikułasz, Rużomberk, Czadca, Kysucké Nové Mesto.

## Zobacz też

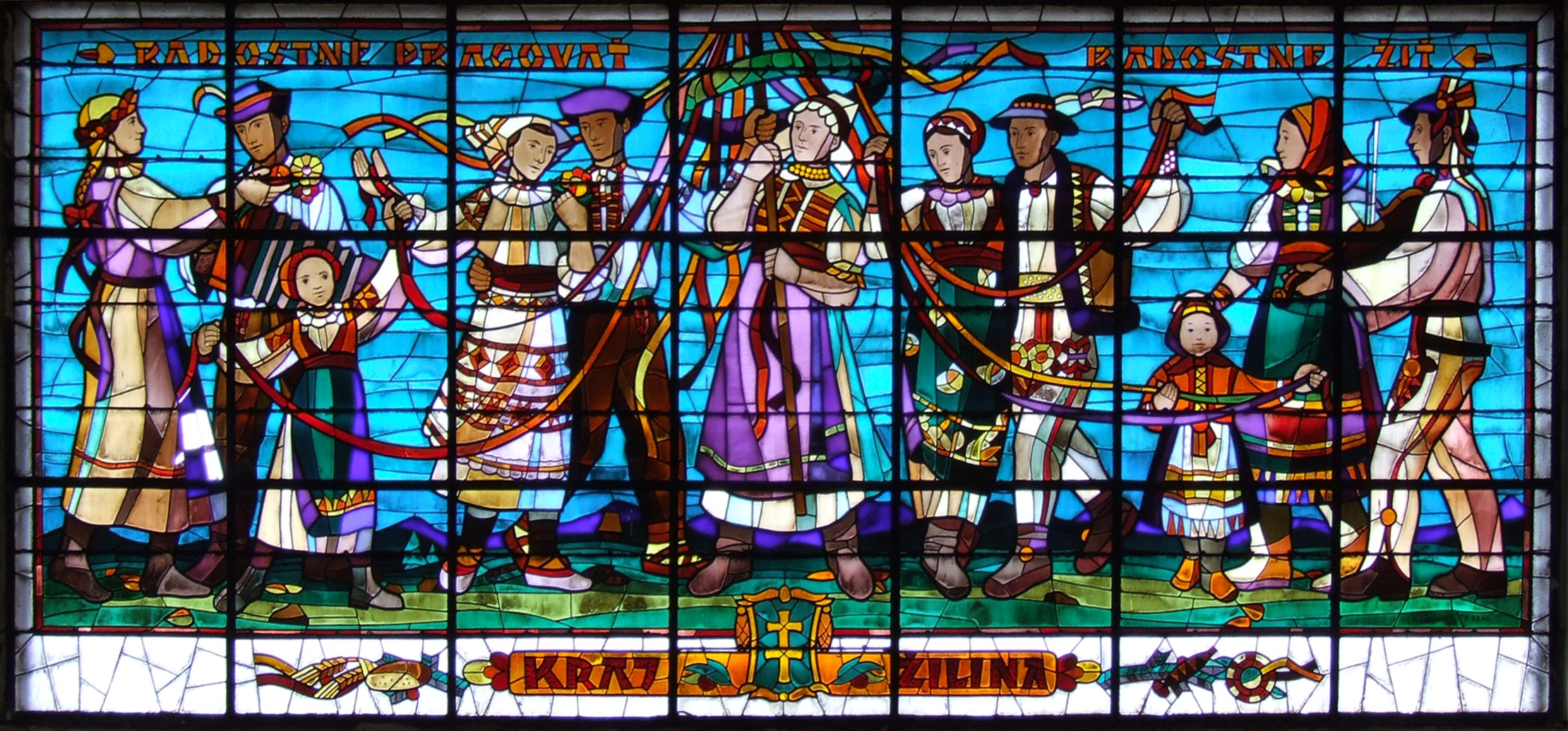
Wyobrażenie kraju żylińskiego – witraż na dworcu kolejowym w Żylinie